# Marum

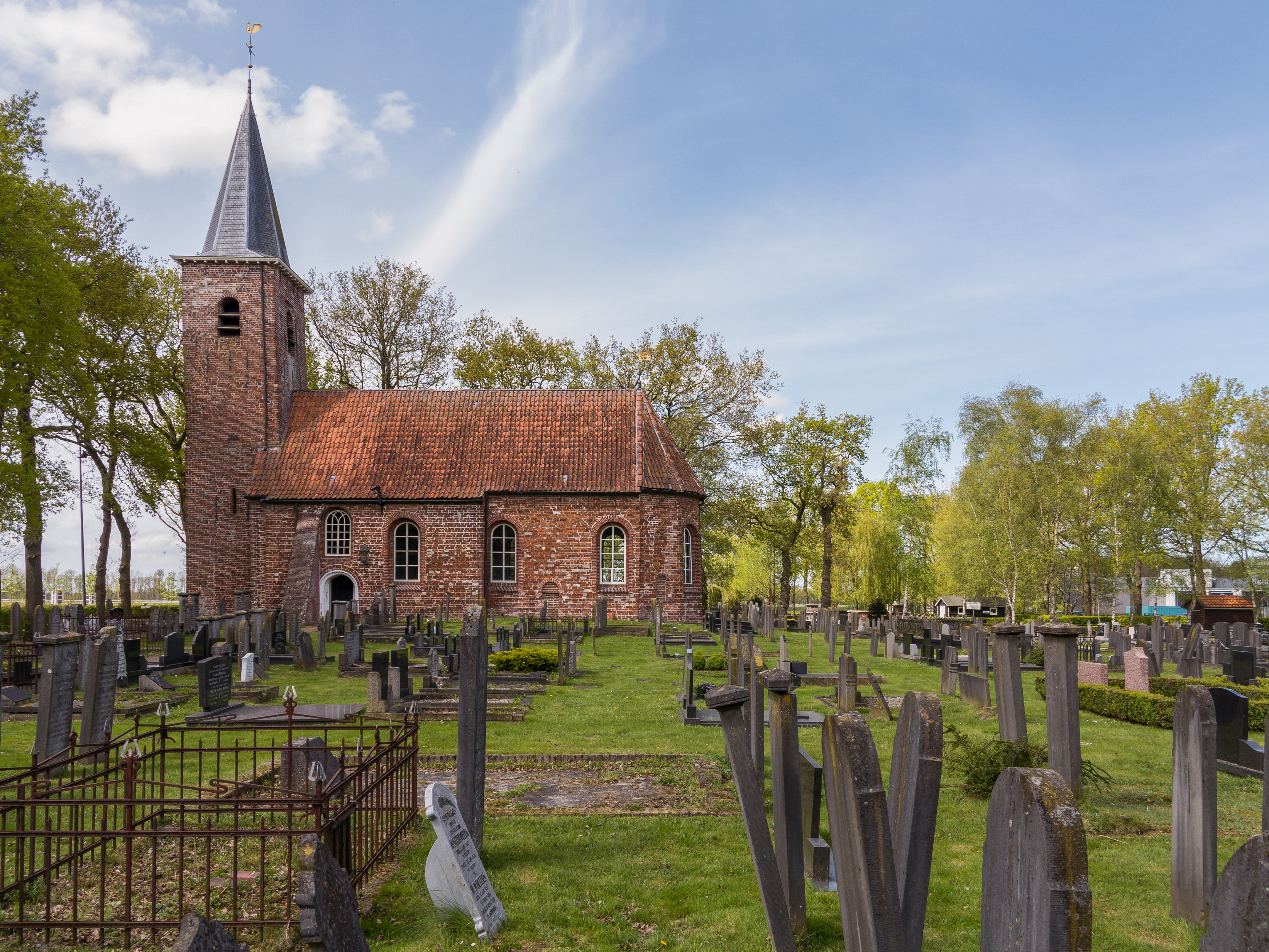
Marum, reformierte Kirche

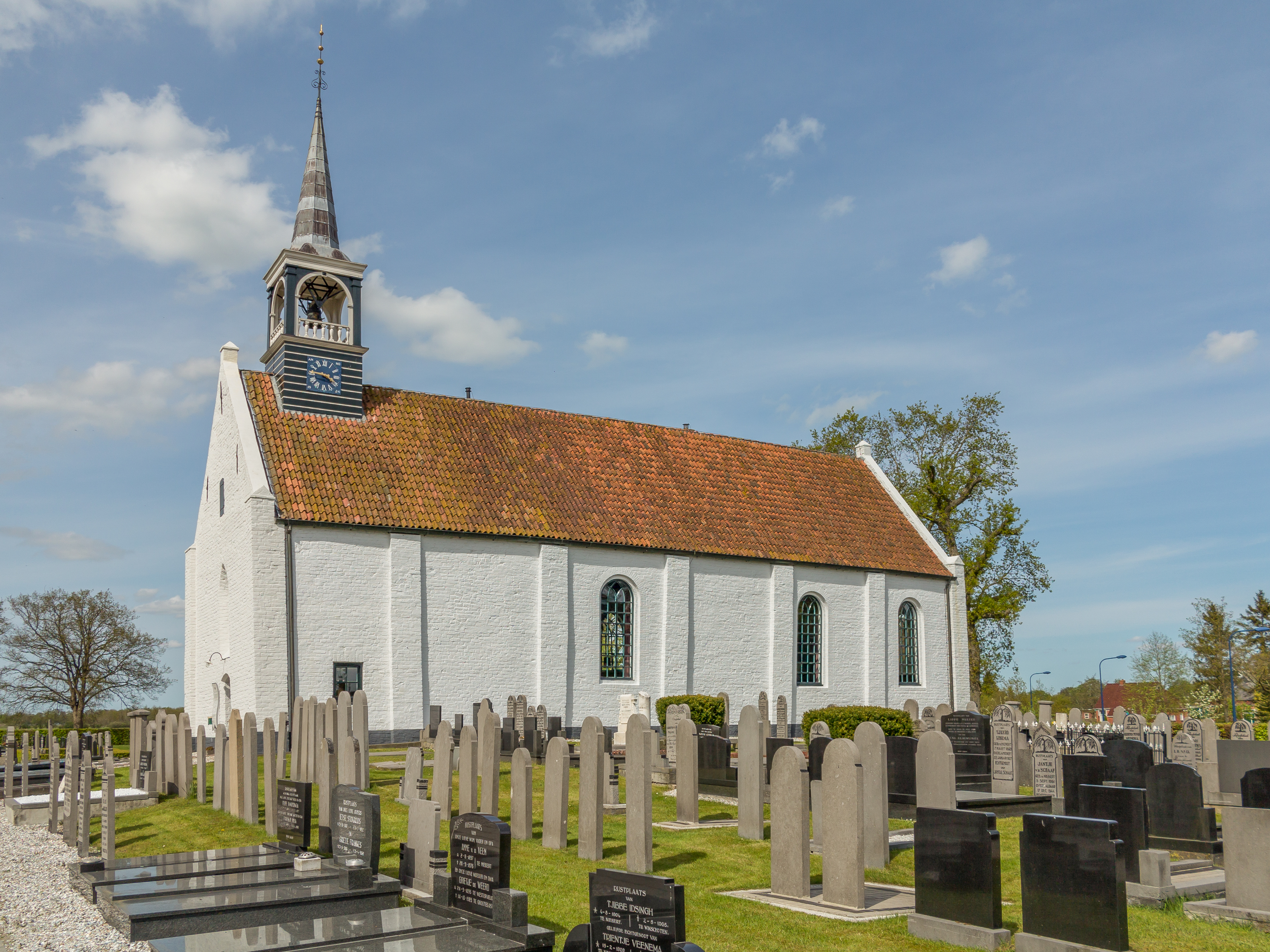
Niebert, reformierte Kirche

Marum (anhörenⓘ) war eine Gemeinde in der niederländischen Provinz Groningen. Sie hatte 10.485 Einwohner (Stand 30. September 2018) auf einer Fläche von 64,89 km². Marum war neben Grootegast die einzige zweisprachige Gemeinde der Provinz, da man in den Dörfern Marum und De Wilp Westerkwartiers (Niedersächsisch) und Westfriesisch spricht.
In der Gemeinde gibt es viele landwirtschaftliche Aktivitäten. Dazwischen gibt es einige Sehenswürdigkeiten, wie beispielsweise eine romanische Kirche.

## Politik

### Fusion
Marum wurde zum 1. Januar 2019 mit Grootegast, Leek und Zuidhorn zur neuen Gemeinde Westerkwartier zusammengeschlossen.

### Sitzverteilung im Gemeinderat
Der Gemeinderat wurde von 2002 bis zur Gemeindeauflösung folgendermaßen gebildet:
| Partei                 | Sitze | Sitze | Sitze | Sitze |
| Partei                 | 2002  | 2006  | 2010  | 2014  |
| ---------------------- | ----- | ----- | ----- | ----- |
| PvdA                   | 5     | 6     | 5     | 4     |
| VVD                    | 4     | 4     | 4     | 3     |
| CDA                    | 5     | 4     | 4     | 3     |
| Gemeentebelangen Marum | —     | —     | —     | 2     |
| ChristenUnie           | 1     | 1     | 2     | 2     |
| Toekomst voor Marum    | —     | —     | —     | 1     |
| Gesamt                 | 15    | 15    | 15    | 15    |

Aufgrund der Fusion zum 1. Januar 2019 fanden die Wahlen für den Rat der neuen Gemeinde Westerkwartier am 21. November 2018 statt.

### Bürgermeister
Vom 1. Mai 2013 bis zum Zeitpunkt der Gemeindeauflösung war Henk Kosmeijer (PvdA) amtierender Bürgermeister der Gemeinde. Zu seinem Kollegium zählten die Beigeordneten Jan Vos (PvdA), Janny Hulshoff-Oost (VVD), Hans de Graaf (ChristenUnie) sowie der Gemeindesekretär Jan Jellema.

## Söhne und Töchter der Gemeinde
- Boelhouwer van Wouwe (1939–2017), Politiker (CDA)